# Atlético de Bilbao 1955-1956
Questa voce raccoglie le informazioni riguardanti l'Atlético de Bilbao nelle competizioni ufficiali della stagione 1955-56.

## Stagione
Come da politica societaria la squadra è composta interamente da giocatori nati in una delle sette province di Euskal Herria o cresciuti calcisticamente nel vivaio di società basche. Fu la stagione del double. In Primera División la squadra basca vinse il campionato con 1 solo puntio di vantaggio sul Barcellona, conquistando la vetta solitaria della classifica a tre giornate dalla fine e mantenendo il vantaggio fino alla fine. Vinse anche la Coppa del Generalísimo. Dopo aver eliminato il Leonesa al primo turno, l'Osasuna nei quarti di finale e il Real Madrid in semifinale, si aggiudicò il torneo battendo in finale l'Atlético Madrid per 2 a 1 con reti di Artetxe al 37º e Maguregi al 70º minuto conquistando così il suo 19º titolo.

## Rosa
| N. |                   | Ruolo | Calciatore            |
| -- | ----------------- | ----- | --------------------- |
|    | Spagna (bandiera) | P     | Carmelo Cedrún        |
|    | Spagna (bandiera) | P     | Leandro Iraragorri    |
|    | Spagna (bandiera) | P     | Raimundo Pérez Lezama |
|    | Spagna (bandiera) | D     | José María Orúe       |
|    | Spagna (bandiera) | D     | Jesús Garay           |
|    | Spagna (bandiera) | D     | Canito                |
|    | Spagna (bandiera) | D     | Manuel Etura          |
|    | Spagna (bandiera) | D     | Serafín Areta         |
|    | Spagna (bandiera) | C     | José María Maguregi   |
|    | Spagna (bandiera) | C     | Mauri                 |

| N. |                   | Ruolo | Calciatore        |
| -- | ----------------- | ----- | ----------------- |
|    | Spagna (bandiera) | C     | Federico Bilbao   |
|    | Spagna (bandiera) | C     | Ignacio Azkarate  |
|    | Spagna (bandiera) | C     | Ignacio Izagirre  |
|    | Spagna (bandiera) | A     | Armando Merodio   |
|    | Spagna (bandiera) | A     | Ignacio Uribe     |
|    | Spagna (bandiera) | A     | Félix Markaida    |
|    | Spagna (bandiera) | A     | Eneko Arieta      |
|    | Spagna (bandiera) | A     | José Luis Artetxe |
|    | Spagna (bandiera) | A     | Agustín Gaínza    |

## Risultati

### Coppa del Generalissimo
| Madrid 24 giugno 1956 Finale                                          | Atlético Bilbao | 2 – 1      | Atlético Madrid | Stadio Santiago Bernabéu |
| \| \| \| \| \| Artetxe 37’ Maguregi 70’ \| Marcatori \| 25’ Molina \| |                 |            |                 |                          |
|                                                                       |                 |            |                 |                          |
| Artetxe 37’ Maguregi 70’                                              | Marcatori       | 25’ Molina |                 |                          |

## Statistiche

### Statistiche dei giocatori
| Giocatore     | Primera División | Primera División | Coppa del Generalissimo | Coppa del Generalissimo | Totale   | Totale |
| Giocatore     | Presenze         | Reti             | Presenze                | Reti                    | Presenze | Reti   |
| ------------- | ---------------- | ---------------- | ----------------------- | ----------------------- | -------- | ------ |
| S. Areta      | 7                | 1                | 0+                      | 0+                      | 7+       | 1+     |
| E. Arieta (I) | 25               | 15               | 1+                      | 0+                      | 26+      | 15+    |
| J.L. Artetxe  | 24               | 15               | 1+                      | 1+                      | 25+      | 16+    |
| I. Azkarate   | 2                | 1                | 0+                      | 0+                      | 2+       | 1+     |
| F. Bilbao     | 10               | 5                | 0+                      | 0+                      | 10+      | 5+     |
| Carmelo       | 30               | -31              | 1+                      | -0+                     | 31+      | -31+   |
| Canito        | 27               | 0                | 1+                      | 0+                      | 28+      | 0+     |
| M. Etura      | 9                | 0                | 0+                      | 0+                      | 9+       | 0+     |
| A. Gaínza     | 23               | 4                | 1+                      | 0+                      | 24+      | 4+     |
| J. Garay      | 27               | 4                | 1+                      | 0+                      | 28+      | 4+     |
| L. Iraragorri | 1                | -0               | -?                      | -?+                     | 1        | 0+     |
| I. Izagirre   | 2                | 0                | 0                       | 0+                      | 2        | 0+     |
| R.P. Lezama   | 0                | -0               | 0                       | -0+                     | 0        | -0+    |
| J.M. Maguregi | 29               | 4                | 1+                      | 1+                      | 30+      | 5+     |
| F. Markaida   | 27               | 9                | 0+                      | 0+                      | 27+      | 9+     |
| Mauri         | 27               | 6                | 1+                      | 0+                      | 28+      | 6+     |
| A. Merodio    | 3                | 1                | 0+                      | 0+                      | 3+       | 1+     |
| J.M. Orué     | 29               | 1                | 1+                      | 0+                      | 30+      | 1+     |
| I. Uribe      | 30               | 9                | 1+                      | 0+                      | 31+      | 9+     |